# Ярославцев, Евгений Александрович
Евге́ний Алекса́ндрович Яросла́вцев (род. 31 января 1982, Челябинск, СССР) — российский футболист, нападающий.

## Карьера
Воспитанник челябинского футбола. В 2000—2005 годах защищал цвета местного «Зенита». В первой половине 2006 года выступал за жодинское «Торпедо». В Высшей лиге Белоруссии дебютировал 19 апреля в матче против «Гомеля» (0:3), заменив на 83-й минуте Евгения Зуева. Летом того же года пополнил ряды клуба «Рязань‑Агрокомплект». В 2007 году перешёл в «СОЮЗ-Газпром». В 2009 году защищал цвета «Металлург-Кузбасса», по окончании сезона покинул клуб и подписал контракт с «Соколом». В августе 2010 года пополнил ряды «Шексны». В 2011 году перешёл в «Зенит-Ижевск», в котором завершил карьеру.